# Can We Please Have Fun
Can We Please Have Fun es el noveno álbum de estudio de la banda estadounidense Kings of Leon. Fue lanzado el 10 de mayo de 2024 por LoveTap Records y Capitol Records, lo que marcó su primer álbum que no se lanzará en su sello original, RCA Records. El álbum fue producido por Kid Harpoon.

## Antecedentes y promoción
Can We Please Have Fun es el primer álbum de Kings of Leon con Capitol Records. La banda grabó el álbum en los estudios Dark Horse Recording en Franklin, Tennessee, con Kid Harpoon, quien lo produjo. El álbum fue anunciado el 22 de febrero de 2024, simultáneamente con el lanzamiento del sencillo principal "Mustang", este lanzamiento fue seguido por "Split Screen" el 29 de marzo.
La banda apoyará el álbum con una gira como cabeza de cartel por Norteamérica y el Reino Unido.

## Lista de canciones
Todas las canciones escritas y compuestas por Caleb Followill, Jared Followill, Nathan Followill y Matthew Followill. 
| N.º | Título                    | Duración |  |
| 1.  | «Ballerina Radio»         | 3:51     |  |
| 2.  | «Rainbow Ball»            | 4:10     |  |
| 3.  | «Nowhere to Run»          | 3:41     |  |
| 4.  | «Mustang»                 | 3:15     |  |
| 5.  | «Actual Daydream»         | 3:19     |  |
| 6.  | «Split Screen»            | 5:03     |  |
| 7.  | «Don't Stop the Bleeding» | 3:38     |  |
| 8.  | «Nothing to Do»           | 2:55     |  |
| 9.  | «M Television»            | 3:27     |  |
| 10. | «Hesitation Gen»          | 3:17     |  |
| 11. | «Ease Me On»              | 3:28     |  |
| 12. | «Seen»                    | 4:52     |  |